# Chirotica stigmatica
Chirotica stigmatica är en stekelart som beskrevs av Henry Keith Townes, Jr. 1983. Chirotica stigmatica ingår i släktet Chirotica och familjen brokparasitsteklar. Inga underarter finns listade i Catalogue of Life.